# La Poursuite du bonheur (recueil de poèmes)
Pour les articles homonymes, voir La Poursuite du bonheur.
La Poursuite du bonheur est un recueil de poèmes de Michel Houellebecq publié en 1991 aux Éditions de la Différence à Paris. Le recueil, remanié, a été repris dans d’autres volumes, notamment aux Éditions J'ai lu et dans la collection « Librio ». Il a obtenu le prix Tristan-Tzara.
Prenant ses distances avec le vers libre et l’éclatement contemporain de l'expression poétique, Houellebecq renoue quelque peu avec les contraintes de la versification classique, utilisant des formes fixes, respectant le nombre de syllabes (à condition cependant d'élider certains e muets et pas d'autres : ainsi les alexandrins « J'aime les hôpitaux, asiles de souffrance / Où les vieux oubliés se transforment en organes » (p. 16) se prononceraient : J'aime les hôpitaux, asiles de souffrance / Où les vieux oubliés se transformt' en organes ») et, la plupart du temps, les contraintes de la rime. Son univers romanesque désenchanté est déjà à l’œuvre dans ces vers, qui ont pour thème de prédilection la souffrance et la poursuite d'un bonheur improbable dans un quotidien et un monde contemporains aliénants.

## Éditions
- La poursuite du bonheur : poèmes, Paris, Éditions de la Différence, « Littérature », 1991.  (ISBN 2-7291-0780-0)
- Rester vivant, suivi de La poursuite du bonheur, Paris, Flammarion, 1997, 143 p.  (ISBN 2-08-067435-8)
- Poésies, réunit : Le sens du combat ; La poursuite du bonheur ; Renaissance, Paris, Éditions J'ai lu, « Nouvelle génération », 2000, 316 p.  (ISBN 2-290-30721-1)
- La poursuite du bonheur, Paris, Éditions J'ai lu, « Librio », 2000, 92 p.  (ISBN 2-290-30494-8) ; rééd. 2008.  (ISBN 978-2-290-33455-3) ; rééd. 2020.  (ISBN 978-2-290-23030-5)